# 서천군 (1948년 선거구)
서천군은 대한민국의 옛 국회의원 선거구이다. 당시 충청남도 서천군 지역을 관할했다.

## 역사
제헌 국회의원 선거를 앞두고 서천군 전 지역을 관할하는 선거구로 신설되었다.
제6대 국회의원 선거를 앞두고 보령군 선거구와 통합되어 서천군·보령군 선거구를 이루게 됨에 따라 폐지되었다.

## 역대 국회의원
| 선거   | 정당 | 정당               | 의원   |
| ------ | ---- | ------------------ | ------ |
| 1948년 |      | 무소속             | 이훈구 |
| 1950년 |      | 대한독립촉성국민회 | 구덕환 |
| 1954년 |      | 자유당             | 나희집 |
| 1958년 |      | 민주당             | 우희창 |
| 1960년 |      | 민주당             | 우희창 |

## 역대 선거 결과

### 대한민국 제헌 국회의원 선거
|  | 34.16% |

|  | 21.17% |

|  | 18.65% |

|  | 15.94% |

|  | 6.11% |

|  | 3.94% |

### 대한민국 제2대 국회의원 선거
|  | 27.55% |

|  | 27.02% |

|  | 15.33% |

|  | 11.05% |

|  | 8.39% |

|  | 7.41% |

|  | 3.22% |

### 대한민국 제3대 국회의원 선거
|  | 35.81% |

|  | 28.52% |

|  | 26.85% |

|  | 8.81% |

### 대한민국 제4대 국회의원 선거
|  | 43.59% |

|  | 31.28% |

|  | 25.11% |

### 대한민국 제5대 국회의원 선거
|  | 54.88% |

|  | 27.46% |

|  | 8.92% |

|  | 8.72% |